# Bejaria
Bejaria is een geslacht van struiken uit de heidefamilie (Ericaceae). De soorten komen voor in de (sub)tropische delen van het Amerikaanse continent.

## Soorten
- Bejaria aestuans Mutis
- Bejaria cubensis Griseb.
- Bejaria imthurnii N.E.Br.
- Bejaria infundibula Clemants
- Bejaria ledifolia Bonpl.
- Bejaria mathewsii Fielding & Gardner
- Bejaria nana A.C.Sm. & Ewan
- Bejaria neblinensis Maguire, Steyerm. & Luteyn
- Bejaria racemosa Vent.
- Bejaria resinosa Mutis ex L.f.
- Bejaria sprucei Meisn.
- Bejaria steyermarkii A.C.Sm.
- Bejaria subsessilis Benth.
- Bejaria tachirensis A.C.Sm.
- Bejaria zamorae S.E.Clemants

... · 
Acrothamnus · 
Acrotriche · 
Agapetes · 
Agarista · 
Andersonia · 
Andromeda · 
Arbutus · 
Arctostaphylos · 
Calluna · 
Cassiope · 
Chimaphila · 
Daboecia · 
Dracophyllum · 
Empetrum · 
Enkianthus · 
Erica (Dophei) · 
Kalmia · 
Leptecophylla · 
Moneses · 
Monotropa · 
Orthilia · 
(Oxycoccus (Veenbes)) · 
Pieris · 
Pyrola (Wintergroen) · 
Rhododendron (Rododendron) · 
Vaccinium (Bosbes) . 
Woollsia . 
...